# C-Jun-N-terminale Kinasen
c-Jun-N-terminale Kinasen (JNK), auch stress-activated phospho-kinases (SAPK) sind für die zelluläre Weiterleitung von Reizen (Signaltransduktion), insbesondere Stresssignalen, wichtige Enzyme. Ihr Name leitet sich von der Fähigkeit ab, N-terminale Aminosäurereste von c-Jun zu phosphorylieren. Biochemisch gehören JNK zu den Proteinkinasen der MAP-Kinasen-Familie.
JNK sind in eine Signalkaskade eingebunden. Am Beginn dieser Signalkaskade stehen u. a. Stressfaktoren wie UV-Bestrahlung, Interleukine oder Chemokine sowie zahlreiche andere. Dies erklärt auch den Begriff "Stresskinasen". Mittlerweile haben Forschungen jedoch ergeben, dass JNKs auch bei einer Vielzahl von physiologischen Prozessen eine wichtige Rolle spielen.
Man unterscheidet drei Typen der JNK, wobei JNK1 und JNK2 durch alternatives Spleißen weiter in eine 46-kDa-Variante und eine 54-kDa-Variante unterteilt werden. So sind insgesamt zehn Isoformen bekannt.
Die einzelnen Isoformen phosphorylieren andere Proteine. Oft wird zum Ausüben dieser Funktion ein Scaffold-Protein wie JIP (JNK-interacting protein) benötigt.
Zelluläre Angriffspunkte für JNK sind vermutlich Proteine im Zellkern (insbesondere die Phosphorylierung von c-Jun, das als AP-1 die Genexpression reguliert), Proteine des Zytoskeletts der Zelle, sowie Proteine mit BH3-Motiv. Von letzteren wird das anti-apoptotische Bcl-2 durch Phosphorylierung inaktiviert, pro-apoptotische Faktoren wie Bax werden aktiviert.